# Jacob Löb Goitein

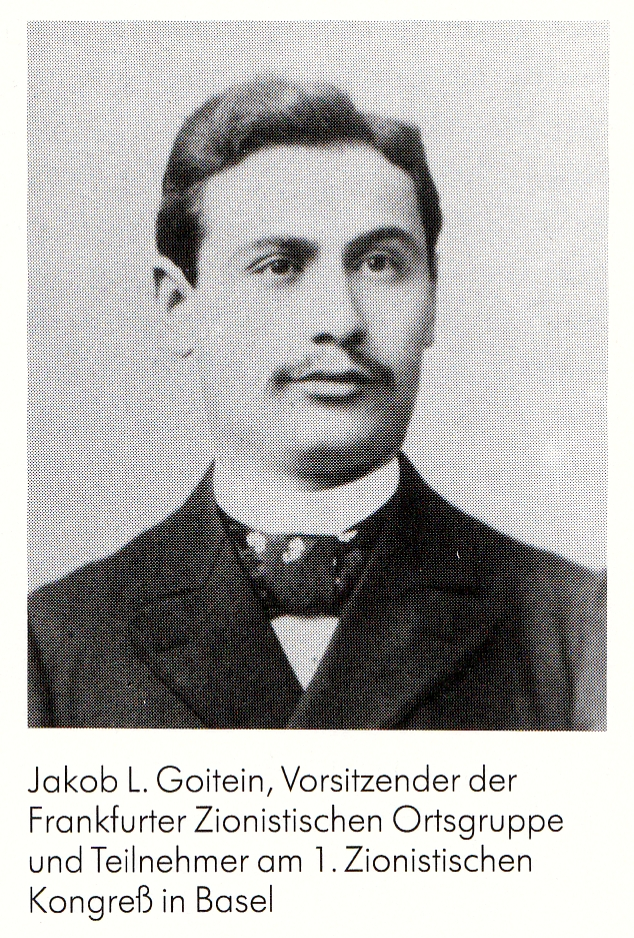

Jacob Löb Goitein (* 30. November 1867 in Högyész; † 12. Oktober 1939 in Haifa) gehört zur 5. Generation der auf Baruch Bendit Goitein zurückgehenden Familie Goitein. Er lebte um vierzig Jahre lang als Weinhändler in Frankfurt am Main und war der Begründer der dortigen zionistischen Bewegung.

## Leben
Jacob Löb Goitein ist eines der acht Kinder von Elijahu Menahem Goitein (1837–1902), Rabbiner in Hőgyész, und dessen Frau Amalie (geborene Baneth; 1840–1927). In The history of the Goitein family: 1771–2012 (siehe Literatur) wird berichtet, Jacob Löb Goitein habe keine Rabbinerausbildung beginnen können, da seine Stimme für die eines Rabbiners nicht geeignet gewesen sei. Viel mehr ist über seine Kindheit und Jugend nicht bekannt.
Das genaue Datum seiner Übersiedlung nach Frankfurt ist nicht bekannt. Erstmals erwähnt in den städtischen Adressbüchern wird er im Jahr 1890 mit einer Weinhandlung für „Ungarwein“. Von da an lassen sich sowohl seine Geschäftsadressen in Frankfurt als auch seine Wohnadressen bis zu seiner Auswanderung im Jahr 1935 lückenlos nachverfolgen. In späteren Jahren wird in Anzeigen der Weinhandel um den Zusatz „eigene Kelterung“ erweitert; 1896 verweist er auf „Referenzen mehrerer orthodoxer Rabbinen“ für sein Geschäft, und 1902 hat er auch „Palästina-Weine“ im Angebot. Im Februar 1936, kurz nach der Auswanderung der Familie Goitein, empfiehlt sich der „langj. Kellermeister b. d. Fa. J. L. Goitein“, S. Goldberg, mit seiner Weinhandlung. Deren Firmensitz ist die vorletzte Frankfurter Adresse von Jacob Löb Goitein, die Uhlandstraße 40 im ehemals jüdisch geprägten Frankfurter Ostend. Jacob Löb Goitein war 1933 von hier aus in die benachbarte Thüringer Str. 1 umgezogen.
1893 hatten Jacob Löb Goitein und Berta Abraham (1867 in Windesheim – 28. März 1946 in Ramat Gan) geheiratet. Aus der Ehe der beiden gingen fünf Kinder hervor, die alle in Frankfurt am Main geboren wurden.

## Der Zionist
Jacob Löb Goiteins Neffe, Shlomo Dov Goitein, schrieb in einem Artikel zum 70. Geburtstag seines Onkels, dieser sei ein Schüler und Verehrer von Markus Horovitz gewesen, dem orthodoxen Rabbiner der Israelitischen Gemeinde zu Frankfurt am Main, auf den die Gründung der Börneplatzsynagoge zurückgeht, die auch Goiteins religiöse Heimstatt war. Nach Paul Arnsberg geriet Goitein „schon Anfang 1895 in den Bann von Theodor Herzl“ und war 1897 Mitbegründer der Frankfurter Ortsgruppe der Zionistischen Vereinigung für Deutschland. Dass dies zur damaligen Zeit auch für die Frankfurter Juden kein selbstverständlicher Akt war, macht Arnsberg an anderer Stelle deutlich.

„Bei den westjüdisch eingestellten Frankfurter Juden – von wenigen Ausnahmen abgesehen – gab es keine innere Beziehung zu der zionistischen Idee, und es war ein revolutionärer Entschluß, Zionist zu werden. Zu den Kreisen der Zionisten gehörten damals im wesentlichen polnische (österreichische) und russische Juden und nur eine verschwindend geringe Anzahl ‚deutscher Juden‘. Deutsche Juden, sofern sie sich dem Zionismus anschlossen, waren die Nonkonformisten der damaligen Zeit und gehörten im wesentlichen zu den Kreisen der Gemeindekonservativen. Die Trennungsorthodoxen sowie die Liberalen waren extrem antizionistisch. Die scharfe gesellschaftliche Trennung zwischen West- und Ostjuden spielte lange Jahre bei der Entwicklung der Frankfurter zionistischen Bewegung eine Rolle.
Klassische Figuren der Frankfurter zionistischen Frühperiode waren Fritz Sondheimer und Jakob L. Goitein. Goitein war schlechthin ‚der‘ Zionist in Frankfurt.“

Ebenfalls 1897, so eine von Meriam Haringman, Ayala Gordon und Edith Frankel zitierte israelische Publikation, gehörte Goitein zusammen mit Max I. Bodenheimer und David Wolffsohn dem Komitee an, das einen Jüdischen Kongress in München vorbereiten sollte, der dann aber aufgrund von Rabbinerprotesten nach Basel verlegt wurde und als Erster Zionistenkongress in die Geschichte einging. Für Goitein dürfte dies keine einfache Zeit gewesen sein, denn sein religiöser Mentor, Markus Horovitz, gehörte zu den Protestrabbinern, die gegen Herzls Pläne revoltierten, doch Goiteins Teilnahme an diesem 1. Kongress ist durch das Protokoll belegt. Sammy Gronemann habe berichtet, man habe Goitein zum Ordner bestimmt, damit er nicht dauernd durch seine Zwischenrufe störe. Dazu passt, was Shlomo Dov Goitein zum 70. Geburtstag seines Onkels in einem oben schon zitierten Zeitungsartikel schrieb: „Seine Art und Weise zu reden war und ist feurig und stürmisch, und seine Offenheit ging manchmal über das Akzeptable hinaus. Aber niemand nahm Anstoß daran, denn es war allgemein bekannt, dass das Feuer, das ihn trieb, rein und frei von Egoismus und der Suche nach Anerkennung war.“
Goitein nahm auch an vielen weiteren Zionistischen Kongressen teil, so 1899 (Basel), 1900 (London), 1901, 1903, 1905 1911 (alle Basel) und 1913 (Wien), und vermutlich im Zusammenhang mit seiner Rolle als Kongress-Delegierter dürfte auch ein Aufenthalt im Dezember 1899 in London gestanden haben, wo sein Bruder Kalman Goitein lebte, der als Delegierter am V. Zionistenkongress teilnahm. Bei der Veranstaltung der „West London Zionists“ am 17. Dezember 1899 wurde „unserem Gesinnungsgenossen Goitein aus Frankfurt a. M. […] ein herzliches Willkommen zutheil“, wie es in einem zeitgenössischen Presseartikel hieß. Noch in einem Nachruf im Oktober 1939 wird erwähnt, wie prägend es für Goitein war, „an dieser ersten Phase der zionistischen Entwicklung persönlich beteiligt“ gewesen zu sein. „Von seinen Begegnungen mit Theodor Herzl sprach er nicht wie ein alter Delegierter, der von Sitzungen und Kommissionen berichtet, sondern als von einem tiefen Erlebnis.“
Zu Beginn der 1900er Jahre übernahm Goitein den Vorsitz der Frankfurter Ortsgruppe der Zionistischen Vereinigung für Deutschland von seinem Vorgänger Fritz Sondheimer (1879–1930). Das Frankfurter Israelitische Wochenblatt verkündete am 13. Oktober 1905 seine Wiederwahl zum Vorsitzenden, und Arnsberg führt ihn auch noch für das Jahr 1917 als Vorstandsmitglied. 1932/33 gehört er der Vereinigung als Ehrenvorsitzender an, und das vermutlich schon seit 1922. Im Juni dieses Jahres feierte die Vereinigung nämlich ihr fünfundzwanzigjähriges Bestehen. Während der Feier wurde Goitein als deren Begründer geehrt und zum lebenslänglichen Mitglied des Vorstands ernannt. Über seine Dankesrede, in der er seinen Weg zum Zionismus schilderte, wird leider nichts berichtet.
Um 1906 wurde Goitein die Ehre eines Eintrags im Goldenen Buch des Nationalfonds zuteil, durch den sein Name „auf ewig mit Israel verbunden“ bleibt, wie es auf der Homepage des Jüdischen Nationalfonds heißt. Freunden und Bekannten von ihm war dies wiederum Anlass, zu seinen Ehren an den Nationalfonds zu spenden.
Goiteins in der Frankfurter Lokalgeschichte bislang kaum erforschte Rolle beschreibt Arnsberg wie folgt: „Er war ein religiöser, enthusiastischer und selbstloser Zionist, der seine Zeit und Gesundheit dafür hergab, den zionistischen Gedanken in Frankfurt und Deutschland zu verbreiten und Anhänger für den Zionismus zu gewinnen. Im jüdischen Frankfurt war er die Personifikation des Zionismus.“ Dafür nahm er auch Ungemach in Kauf. Seine öffentliche Gegenposition zu Rabbiner Horovitz führte zum Widerstand jüdischer Kreise gegen ihn, und auch seine Aktion unmittelbar nach dem 1. Zionisten-Kongress, einen Raum gegenüber der Synagoge anzumieten und davor die blau-weiße Fahne zu hissen, brachte ihm Ärger ein.  Auch seine Tochter Theodora (Dorle), deren Name sich von Theodor Herzls Vornamen herleitet, der wenige Monate vor ihrer Geburt gestorben war, berichtete 1988 in einem Gespräch mit dem Historiker Ulrich Tromm, dass ihr Vater in Frankfurt bei „seinen sonntäglichen Ausfahrten in der Droschke mit der Fahne mit dem Staatswappen des heutigen Israel fuhr, um so Aufmerksamkeit der Passanten zu erregen und das Gespräch auf den Zionismus zu lenken. Das Publikum hielt dies für eine Reklameaktion für den Verkauf palästinensischer Weine, die er kelterte und verkaufte. Beleidigt stellte er daraufhin den Weinverkauf in Frankfurt ein.“ Shlomo Dov Goitein schrieb zu diesen öffentlichen Provokationen seines Onkels: „Zu dieser Zeit war Jacob Löb Goitein ein kleiner bis mittelgroßer Weinhändler mit einer Familie; es gefährdete seinen Ruf, auch wenn er schließlich alle Hindernisse überwinden konnte. Das Geheimnis seines Erfolgs lag in seiner Ehrlichkeit bei allem, was er tat. Sein Handel wurde durch seine Geradlinigkeit und Vertrauenswürdigkeit bekannt, ebenso, wie sein Zionismus ohne Hintergedanken war,  und so war auch seine Religiosität. Goitein war nie dem organisierten religiösen Zionismus zugeneigt (vgl. HaMisrachi), da er sich immer vor der Einmischung der Religion in die Parteipolitik fürchtete.“
Die häufigen Erwähnungen Goiteins in den einschlägigen Publikationen verweisen auf ein stark ausgeprägtes Engagement, das sich in der Mitgliedschaft in verschiedenen Vorständen jüdischer Einrichtungen zeigte, von denen nur einige aufgeführt werden sollen:
- Er war im Vorstand des von der Zionistischen Vereinigung bereits 1905 gegründeten Vereins Jüdische Bibliothek und Lesehalle, der die gleichnamige Einrichtung gründete und unterhielt, aus der 1922 die Bibliothek der Israelitischen Gemeinde Frankfurts hervorging.[21] In einem Nachruf wird erwähnt, dass er auch den leitenden Gremien der Zionistischen Vereinigung für Deutschland angehört habe.[15]
- 1915 beteiligte er sich an der Einrichtung hebräischer Sprachkurse und ist Anlaufstelle für Anmeldungen.[22]
- Er gehörte 1919 dem Vorstand des Zentralvereins israelitischer Gemeindemitglieder an.[23]
- Im Mai 1920 wird Goitein in den Vorstand des Konservativ Jüdischen Gemeindevereins gewählt, dessen Vorsitzender Fritz Sondheimer ist, mit dem zusammen er bereits die Frankfurter Zionistische Vereinigung gegründet hatte.[24]
- Ebenfalls 1920 wird er in die Gemeindevertretung der Frankfurter Israelitischen Gemeinde gewählt.[25]
- 1932/33 gehörte er dem Vorstand der Rabbinischen Lehranstalt Jeschiwa an.[26]

Goitein war eher ein Praktiker des Zionismus als ein Theoretiker. Er war einer, „der sich mit Öffentlichkeitsarbeit auskennt, der weiß, wie man sich zu verhalten hat und der froh ist, einen Anführer oder Rabbiner zu finden, dem er folgen kann“. So gibt es auch kaum Artikel, die Aufschluss über sein Denken geben. 1908 wandte er sich im Nachgang zu einer Frankfurter Versammlung gegen eine aus seiner Sicht missbräuchliche Verwendung der sogenannten Ölbaumspenden bei dem von Otto Warburg unterstützten Olivenhain-Projekt auf dem Gelände von Ben Shemen. Er unterstellte Warburg, dass durch das Projekt Zwecke „antireligiöser Art“ gefördert werden sollten. Unterstützungen für das Projekt seien deshalb „solange zu inhibieren“, bis dem das Projekt betreuenden Verein ein „gesetzestreues Mitglied“ angehöre – mithin ein orthodox-jüdisches Mitglied. Zwei Jahre später heißt es in einem Bericht des Frankfurter Israelitischen Familienblattes über eine gemeinsame Veranstaltung der Frankfurter Zionistischen Vereinigung und der Misrachi-Ortsgruppe am 12. Januar 1910: „J. L. Goitein, der Gründer der Frankf. Zion. Vereinigung und ein treuer Anhänger Herzl'scher Traditionen, legte in seinen Ausführungen das Hauptgewicht darauf, daß der große zion. Gedanke durch praktische Kleinarbeit nicht notleiden dürfe. Auch Wolffsohn sei der praktischen Arbeit sehr geneigt, aber er halte sich in den Grenzen, die zum Besten des Zionismus geboten seien. Wenn der Misrachi an die Gründung einer Kolonie gehe, so überschreite er sein Programm und komme in die Gefahr, das Große seines Programms zu vernachlässigen. Die Oppenheimersche Siedlungsgenossenschaft sei im Sinne der großen zion. Idee und der praktischen Arbeit.“  Goitein bezog sich damit auf einen Beschluss auf dem neunten Zionistischen Kongress (26.–31. Dezember 1909 in Hamburg), auf dem nach einem Referat von Oppenheimer beschlossen worden war, „"die genossenschaftliche Siedlungsmethode in den Tätigkeitsbereich der Zionistischen Organisation aufzunehmen". Zur Durchführung dieses Beschlusses solle der  Keren Kajemeth den für die Errichtung einer Siedlungsgenossenschaft notwendigen Boden in Erbpacht zur Verfügung stellen. Für die Finanzierung sei ein spezieller Genossenschaftsfonds zu gründen, dessen Leitung ein aus Vertretern des Jüdischen Nationalfonds und der Arbeiterschaft zusammengesetztes Komitee übernehmen solle. […] Auf dem Kongreß selbst gingen für den Genossenschaftsfonds bereits Zeichnungen in der Höhe von 40.000 Frs. ein. Tatsächlich versprach Oppenheimer mit seinem Plan auch etwas Großes. "Die Schaffung einer tragfähigen Kreditbasis für die Massensiedlung freier jüdischer Bauern in Palästina", verkündete der Aufruf des Genossenschaftsfonds vom 28. Januar 1910, "das ist die Absicht des Werkes. Es zielt über die Kleinkolonisation auf die Großkolonisation, und nicht nur für Bauern; denn wer Bauern schafft", hieß es weiter mit ausdrücklicher Betonung, "schafft auch Städte, in denen andere Zehntausende, hoffentlich Hunderttausende als freie stolze Bürger leben können."“ Goitein beließ es nicht bei einem verbalen Bekenntnis zur Oppenheimerschen Siedlungsgenossenschaft. In der zuvor zitierten Ausgabe des Frankfurter Israelitischen Familienblattes vom 14. Januar 2010 ist auf Seite 10 nachzulesen, dass er umgehend auch für die Franz Oppenheimer'sche Arbeiter-Siedlungsgenossenschaft in Palästina gespendet hat.
Goiteins Spende für den Genossenschaftsfonds ist nur ein Beispiel von vielen. Die jüdisch-zionistischen Zeitschriften der damaligen Zeit sind voll von Spendenlisten. Alleine das Frankfurter Israelitische Familienblatt druckte über die Jahre hinweg regelmäßig derartige Listen ab. Einer, der nahezu in jeder der Ausgaben als Spender erwähnt wird, war Jacob Löb Goitein – auch während des Ersten Weltkriegs und danach. Dabei fällt auf, dass Spenden von ihm und anderen häufig aus zweierlei Gründen erfolgten: zum Dank für erhaltene Aufmerksamkeiten und zu Ehren von Freunden und Bekannten, offenbar an Stelle von Geschenken. Nach dem Kriegstod seines Sohnes Harry Goitein dienten viele Spenden aus der Familie Goitein heraus und von deren Freunden und Bekannten der Pflanzung von Bäumen in einem Harry-Goitein-Garten, der vermutlich Teil des Herzl-Waldes war.
In den in Frankfurt anhaltenden Auseinandersetzungen zwischen Anhängern des Reformjudentums und der Orthodoxie, die 1927 Goiteins Neffe Edward Yehezkiel David Goitein mit viel britischem Humor beschrieb, stand Jacob Löb Goitein auf der Seite der Orthodoxie, gehörte aber nicht zum Flügel der Israelitischen Religionsgesellschaft, sondern zählte zur Gemeindeorthodoxie, deren strenggläubige Angehörige in der jüdischen Einheitsgemeinde verblieben, deren Zentrum die Börneplatzsynagoge war. Als Zionist gehörte Goitein viele Jahre der konservativen Fraktion in der Gemeindevertretung der Israelitischen Gemeinde Frankfurts an und später der Fraktion der Jüdischen Volkspartei.

## Abschied von Frankfurt
Es ist unklar, weshalb die Familie Goitein im Jahre 1933 die Wohnung in der Uhlandstraße 40 in Frankfurt, in der sie seit 1913 lebte, verließ und in eine nur wenige Meter davon entfernte Wohnung zog. Am 11. September 1935 wurde er in der Gemeindevertreterversammlung der Frankfurter Israelitischen Gemeinde von deren Vorsitzenden, Richard Merzbach (* 26. Oktober 1873 Frankfurt am Main – † 22. August 1945 in Seattle), verabschiedet:

„Schliesslich richtete der Vorsitzende an den vor seiner Uebersiedlung nach Palästina letztmals erschienen Gemeindevertreter, Herrn Jacob L. Goitein, der der Gemeindevertretung seit Inkrafttreten der neuen Gemeindeverfassung ununterbrochen angehört hat, Worte des Abschieds und übermittelte ihm die herzlichsten Wünsche der Gemeindevertretung für sein ferneres Wohlergehen in der neuen Heimat, worauf Herr Goitein für die ihm erwiesene Ehrung in kurzen und bewegten Worten dankte.“

Jacob Löb Goitein und seine Frau Berta emigrierten noch 1935 nach Palästina und bezogen eine Wohnung in Haifa. 1938 schrieb Shlomo Dov Goitein dazu: „Einige seiner Cousins und viele seiner Verwandten, Freunde und zahlreichen Bekannten hatten sich ebenfalls in Palästina niedergelassen, so dass er von seinen Leuten umgeben war und dachte, hier sei es wie in Frankfurt, was bedeutet, dass er auf Schritt und Tritt einen jüdischen Freund trifft, mit dem er sich unterhalten kann.“